# Pantao Ragat
Pantao Ragat is een gemeente in de Filipijnse provincie Lanao del Norte in het noorden van het eiland Mindanao. Bij de laatste census in 2007 had de gemeente ruim 20 duizend inwoners.

## Geografie

### Bestuurlijke indeling
Pantao Ragat is onderverdeeld in de volgende 20 barangays:
| - Aloon - Banday - Bobonga Pantao Ragat - Bobonga Radapan - Cabasagan - Calawe - Culubun - Dilimbayan - Dimayon - Lomidong | - Madaya - Maliwanag - Matampay - Natangcopan - Pansor - Pantao Marug - Poblacion East - Poblacion West - Tangcal - Tongcopan |

## Demografie
Pantao Ragat had bij de census van 2007 een inwoneraantal van 20.097 mensen. Dit zijn 3.623 mensen (22,0%) meer dan bij de vorige census van 2000. De gemiddelde jaarlijkse groei komt daarmee uit op 2,78%, hetgeen hoger is dan het landelijk jaarlijks gemiddelde over deze periode (2,04%). Vergeleken met de census van 1995 is het aantal mensen met 5.460 (37,3%) toegenomen.

De bevolkingsdichtheid van Pantao Ragat was ten tijde van de laatste census, met 20.097 inwoners op 124,3 km², 161,7 mensen per km².